# (117093) Umbria
(117093) Umbria est un astéroïde de la ceinture principale.

## Description
(117093) Umbria est un astéroïde de la ceinture principale. Il fut découvert le 12 juillet 2004 à Vallemare Borbona par Vincenzo Silvano Casulli. Il présente une orbite caractérisée par un demi-grand axe de 2,56 UA, une excentricité de 0,17 et une inclinaison de 5,1° par rapport à l'écliptique.

## Compléments